# Casa em Albarraque
Baseada numa tecnologia tradicional, a Casa em Albarraque, um dos projectos de início de carreira do arquitecto português Raul Hestnes Ferreira, foi projectada para ser a casa do seu pai José Gomes Ferreira e visou construir um abrigo de um poeta, sem grandes excessos dramáticos e uma inequívoca identificação com a envolvente rural em que se insere, onde o terreno – virado para a Serra de Sintra – ditou o desdobramento da moradia em volumes e pátios com o objectivo de contradizer o local monótono e suprimido de aglomerados de vivência, e no seu interior um espaço suficientemente vasto para possibilitar uma vida de certa intensidade.
Uma das ideias dominantes que presidiu ao estudo do projecto foi o da protecção da nortada que sopra forte nesta região, tanto no aspecto físico como no psicológico e o da intensa utilização da luz solar. A casa encontra-se encerrada do   lado norte, protegida por várias barreiras exteriores  de tijolo e aberta do quadrante sul para uma recepção controlada do sol no miolo da habitação, por meio de grandes rasgamentos para pátios insolados ou nas zonas introvertidas da casa, através de pequenas aberturas, orientadas para o sol matinal e para as melhores panorâmicas.
O terreno uma ligeira pendente despida de árvores virada para a serra de Sintra, entre as colinas e a região, incaracterística, simuntâneamente rural e suburbana, possibilitava uma vasta gama expressiva, exigindo apenas, a implementação de uma massa edificada estável, forte e caracterizada nos seus vários ângulos.

## Cliente e Projecto
A simplicidade dos elementos construtivos possibilita uma maior variedade temática, ao contrário de elementos complexos que devido à sua extravagância e riqueza formal exigem uma certa simplicidade na concepção geral.
Poderemos considerar o cliente, a sua formação profissional e cultural, a natureza do terreno, da paisagem e do clima como pontos de partida para a compreensão e definição do carácter do projecto. Uma das principais ideias seria proteger a habitação da nortada e ao mesmo tempo conseguir desfrutar de toda a iluminação solar, posto isto a casa encontra-se encerrada do lado Norte e aberta para o lado Sul de modo a receber toda a iluminação natural possível, principalmente no miolo da moradia.
No piso inferior existe uma distribuição irregular das diferentes áreas para benefício das zonas de estar, a área das refeições virada para a Serra de Sintra, a sala comum dividida em três espaços diferentes, estar-Inverno – com fogão de sala e pé direito baixo – estar-Verão – com vários pés direitos altos e recanto de jantar – e ainda a peça mais cuidadosamente pensada da casa, o recanto do escritor no centro da mesma. No piso superior situam-se dois quartos.

## Materiais
As paredes interiores e exteriores são todas de alvenaria de pedra ou tijolo, rebocadas, os tectos em madeira de pinho e tijoleira no chão são os materiais predominantes para a concepção da Casa em Albarraque.